# Guanidină
Guanidina este un compus organic cu formula chimică HNC(NH2)2. Este un solid incolor solubil în solvenți polari. Este o bază tare, fiind utilizată în producerea de plastice și explozivi. Este un produs fiziologic al metabolismului proteic, fiind regăsit în urină. 
Guanidinele sunt compușii organici care conțin o grupă funcțională de tip guanidină (de exemplu, arginina și creatina).
Unele guanidine, de exemplu nitroguanidina, sunt folosite la prepararea de propergoli, combustibili pentru motoare rachetă.

## Structură
Guanidina este din punct de vedere structural un analog azotat al acidului carbonic. Cu alte cuvinte, grupa carbonil C=O din acidul carbonic este substituită cu o grupă azometin C=NH, iar fiecare grupare hidroxil OH este înlocuită cu o grupă NH
2.

## Obținere
Guanidina se poate obține din surse naturale și a fost izolată pentru prima dată de către Adolph Strecker în urma degradării guaninei. Compusul a fost sintetizat pentru prima dată în anul 1861 prin reacția de degradare oxidativă a guaninei izolate din guano peruvian.
Metoda industrială implică un proces în două etape, prima fiind reacția dintre dicianodiamidă și săruri de amoniu. În a doua etapă, sarea se tratează cu o bază, precum metoxidul de sodiu.